# Oldřich Beran
Oldřich Beran (22. února 1905 Hovorčovice – 8. prosince 1971 Praha) byl český a československý politik Komunistické strany Československa, poúnorový poslanec Národního shromáždění ČSR a Národního shromáždění ČSSR a ministr vlád Československa v 50. a 60. letech.

## Biografie
Původně politicky a veřejně působil v Dobříši. 10. sjezd KSČ ho zvolil kandidátem Ústředního výboru Komunistické strany Československa. Ve funkci ho potvrdil 11. sjezd KSČ a 12. sjezd KSČ.
Byl rovněž členem československých vlád. V letech 1953–1954 to byl post ministra státní kontroly ve vládě Antonína Zápotockého a Viliama Širokého, přičemž od března do září 1953 byl náměstkem předsedy vlády (v dnešní terminologii vicepremiérem). Post ministra státní kontroly si podržel i ve druhé vládě Viliama Širokého až do října 1955. Od října 1955 do června 1956 byl v této vládě v pozici ministr - předseda Státního výboru pro výstavbu a v letech 1956–1960 pak jako ministr stavebnictví. Tento post zastával i v následující třetí vládě Viliama Širokého do února 1962.
Ve volbách roku 1954 byl zvolen do Národního shromáždění za KSČ ve volebním obvodu Praha-venkov. Mandát obhájil ve volbách roku 1960 (nyní již jako poslanec Národního shromáždění ČSSR za Středočeský kraj). Po odchodu z vládních pozic v roce 1962 se stal místopředsedou Národního shromáždění. V parlamentu setrval do června 1964, kdy ze zdravotních důvodů rezignoval.